# Phyllanthus ajmerianus
Phyllanthus ajmerianus là một loài thực vật có hoa trong họ Diệp hạ châu. Loài này được L.B.Chaudhary & R.R.Rao mô tả khoa học đầu tiên năm 2002.